# Pilota de badana

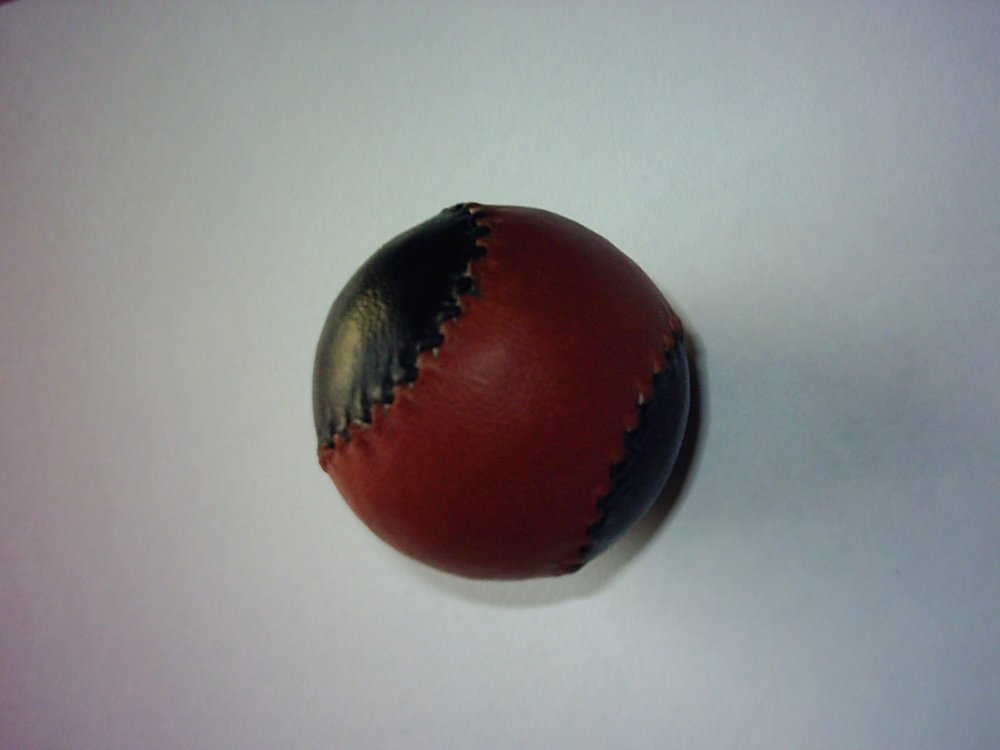
Pilota de badana

La pilota de badana és un tipus de pilota emprada en les llargues i galotxa al carrer, modalitats de la pilota valenciana. És més tova i lleugera que la de pilota de vaqueta.
Les pilotes de badana estan formades per una cobertura de pell assaonada d'anyell o d'ovella (per això el nom de "badana"), i farcides de draps. Una pilota de badana ha de pesar entre 22 i 35 grams, i mesurar entre 3 i 4 centímetres de diàmetre. Atès que tant a llargues com a galotxa hom juga al carrer, és fàcil perdre la pilota o que s'encale en un balcó o terrat, però com que les pilotes de badana són molt barates això no és cap problema. A més, els carrers són plens d'irregularitats que causen efectes estranys en el bot de la pilota, sorpreses que són esmorteïdes per la mateixa pilota de badana, de cop més suau i, per tant, més amotllable. Un altre motiu per utilitzar pilotes de badana és la seua menor duresa i velocitat, que les fan més adients per als jugadors aficionats.